# Flavoxantină
Flavoxantina este un pigment natural din clasa xantofilelor, cu culoare galben-aurie. Din punct de vedere chimic, este un derivat tetraterpenic ce conține grupe hidroxil (-OH) și nucleu furanic. Este utilizat ca colorant alimentar, cu numărul E161a, dar nu este aprobat pentru uz în Uniunea Europeană și Statele Unite, ci doar în Australia și Noua Zeelandă.